# Nacna trinubila
Nacna trinubila är en fjärilsart som beskrevs av Max Wilhelm Karl Draudt 1937. Nacna trinubila ingår i släktet Nacna och familjen nattflyn. Inga underarter finns listade i Catalogue of Life.